# Skinlab
Skinlab est un groupe de groove metal américain, originaire de San Francisco, en Californie. Ils sont à leurs débuts soutenus par Robb Flynn qui les aide à signer leur premier contrat discographique et les fait tourner en première tournée de Machine Head. Au fil du temps le style du groupe se rapprochera du neo metal.

## Biographie
Skinlab est formé en 1994 en Californie. Après la sortie de deux démos et d'un EP auto-produit en 1996, le groupe signe par l'entremise de leur ami Robb Flynn un contrat avec Century Media. Ils publie un premier album intitulé Bound, Gagged and Blindfolded en 1997. Au printemps le groupe en fait la promotion en ouvrant pour Machine Head, d'abord aux États-Unis puis, en compagnie de Coal Chamber et Napalm Death, en Europe. Ils se produisent au Dynamo Open Air puis ouvrent, toujours en Europe, pour Grip Inc. au mois de juin.
En 1999, Skinlab sort Disembody: The New Flesh. En mars la même année, ils reviennent en Europe en ouverture d'une tournée de Napalm Death. Ils se produisent de nouveau au Dynamo Open Air, et donnent quelques concerts en tête d'affiche. Leur troisième album, Revolting Room, sort en 2002. Le groupe en fait la promotion en tournant avec SOiL aux États-Unis, mais se sépare l'année suivante.
Le groupe se reforme en 2007 et rompt par consentement mutuel son contrat avec Century Media. Il publie un quatrième album intitulé The Scars Between Us en 2009. La sortie est accompagnée d'une tourne sud-américaine en ouverture de Ill Niño. En juin 2011, le guitariste Provo remplace Snake. Ne parvenant pas à enregistrer d'autres morceaux, Skinlab se sépare.
Après plusieurs années durant lesquelles le groupe ne donne que quelques concerts, le groupe annonce en septembre 2016 sa volonté d'enregistrer un nouvel album et de jouer leur premier album Bound, Gagged and Blindfolded en intégralité durant les concerts à venir à l'occasion du vingtième anniversaire de sa sortie. 

## Membres

### Membres actuels
- Steev Esquivel- chant, basse (1994-2003, 2007-2011, depuis 2016)
- Paul Hopkins - batterie (1994-2003, 2007-2011, depuis 2016)
- Mike Roberts - guitare (1994-1998, 2010, depuis 2016)
- Gary Wendt - guitare (1995-1997, depuis 2016)

### Anciens membres
- Steve « Snake » Green - guitare (1998-2003, 2007-?)
- Scott Lee Sargeant - guitare (1998-2003)
- Glen Telford - guitare (2003-2006, 2009)
- Adam Albright - guitare (2007)
- Nick St. Denis - guitare (2008)
- Brian Jackson - guitare (2009)
- Julian Peach - guitare (2010-2011)
- Provo - guitare (2011-?)

## Discographie

### Albums studio
- 1997 : Bound, Gagged and Blindfolded
- 1999 : Disembody: the New Flesh
- 2002 : Revolting Room
- 2009 : The Scars Between Us

### Albums live
- 2008 : SkinnedAlive!

### EP
- 1996 : Suffer
- 1998 : Eyesore

### Compilation
- 2004 : Nerve Damage